# 马丁·伍德罗夫
马丁·伍德罗夫（英語：Martyn Woodroffe，1950年9月8日—），英国男子游泳运动员，主攻蝶泳和混合泳。他曾代表英国参加1968年夏季奥林匹克运动会游泳比赛，获得200米蝶泳银牌。